# 語言學家列表 (網站)
語言學家列表（英語：LINGUIST List），是語言學學術領域的主要線上資源之一。它由安東尼·阿里斯塔於1990年初在西澳大學創立，並被美國國家科學基金會納入參考資料。它的主要和最古老的功能是預先審核的電子郵件列表，目前在全球擁有數千名訂閱者，其內容包括各種查詢及其綜整結果、討論、期刊目錄、論文摘要、論文徵求、書籍和會議公告、軟體通知和其他有用的語言學資訊。

## 服務
語言學家列表設有 LINGUIST 和 LINGLITE 兩個郵件列表 ：
- LINGUIST：將所有貼文直接轉發給訂閱者或僅有每日摘要的郵件列表。[3]
- LINGLITE：每天轉發一次帶有標題和連結的貼文列表給訂閱者的郵件列表。[4]

語言學家列表的郵件列表是免費的，並且可以使用 Web 界面進行訂閱。
每個人都可以在未訂閱或以任何方式註冊會員的情況下將貼文提交到語言學家列表。提交貼文是使用網路界面。

## 外部連結
- LINGUIST List official website (new)
- LINGUIST List official website (old) （页面存档备份，存于）
- MultiTree official website （页面存档备份，存于）